# Probolotettix sundaicus
Probolotettix sundaicus är en insektsart som beskrevs av Günther, K. 1939. Probolotettix sundaicus ingår i släktet Probolotettix och familjen torngräshoppor. Inga underarter finns listade i Catalogue of Life.